# Цао Бочунь
Цао Бочунь (кит. 曹伯纯, род. ноябрь 1941, Чжучжоу, Хунань) — китайский государственный и политический деятель, секретарь (глава) парткома КПК Гуанси-Чжуанского автономного района (1997—2006).
Также председатель Собрания народных представителей Гуанси-Чжуанского автономного района (2002—2006), ранее вице-губернатор провинции Хунань (1991—1992), секретарь парткомов КПК городов Чжучжоу (1984—1990), Сянтань (1990—1991) и Далянь (1992—1995).
Кандидат в члены ЦК КПК 14-го созыва, член Центрального комитета Компартии Китая 15 и 16-го созывов.

## Биография
Родился в ноябре 1941 года в Чжучжоу, провинция Хунань.
В декабре 1963 года окончил Чжучжоуский авиапромышленный техникум с дипломом бакалавра авиационного инженера, остался преподавателем на кафедре вуза и сотрудником политического отделения по совместительству. В феврале 1966 года вступил в Коммунистическую партию Китая.
В марте 1968 года принят техническим специалистом на Государственный завод № 340. С сентября 1972 года — сотрудник и заместитель заведующего политотделом 3-го филиала Государственного завода № 331, в ноябре 1976 года занял должность заместителя начальника отдела пропаганды при политотделе завода, а в феврале 1978 года возглавил политуправление завода № 331. Одновременно проходил обучение в хунаньской провинциальной партшколе КПК. В декабре 1981 года назначен заместителем директора завода № 331. С марта по июль 1982 года проходил стажировку в Пекинском авиапромышленном институте.
С марта 1983 года — начальник управления пропаганды в ранге заместителя секретаря горкома КПК Чжучжоу, в июне следующего года возглавил партком города, одновременно (с ноября 1986 по июль 1987 года) обучался на курсах Центральной партийной школы КПК.
С мая 1990 года — заместитель мэра городского округа Сянтань (Хунань), в мае следующего года назначен вице-губернатором провинции Хунань.
С июня 1992 года — секретарь парткома КПК города Далянь и заместитель секретаря парткома КПК провинции Ляонин. С марта 1995 года — освобождённый замсекретаря ляонинского парткома КПК, одновременно проходил обучение в Партийной школе КПК на курсах руководителей провинциального уровня.
В июле 1997 года назначен на высшую региональную позицию секретарём парткома КПК Гуанси-Чжуанского автономного района и занимал её в течение почти девяти лет. В июне 2006 года отправлен в отставку с региональной политики по достижении предельного возраста. 29 июня 2006 года на 22-й сессии Постоянного комитета Всекитайского собрания народных представителей 10-го созыва утверждён в должности заместителя председателя Комитета по охране окружающей среды и ресурсов. В марте 2008 года переизбран на указанный пост на 1-й сессии ВСНП 11-го созыва.